# Франсоа дьо Шаторено
Франсоа-Луи Русле, маркиз дьо Шаторено (François-Louis Rousselet, marquis de Châteaurenault; * 22 септември 1637, Шато Рено, Франция; † 5 ноември 1716, Париж, Кралство Франция), също и Шато-Рено, е френски корсар, вицеадмирал и маршал. Участва в морски сражения през цялото управление на Луи XIV.

## Произход и семейство
Произходът на Шаторено не е благороднически. Роден е в семейство на търговци от Лион (по бащина линия) и Париж (по майчина линия). Роднина е и на кардинал дьо Рец, архиепископ на Париж, който го подкрепя в началото на кариерата му.
Заради близостта си с Луи XIII баща му Франсоа Русле става маркиз на Шато-Рено в областта Турен. Оттогава семейството се числи към аристокрацията на тогата.
Франсоа-Луи има десет братя и сестри. Момчетата заемат различни длъжности, а момичетата стават монахини.
През 1684 г. се жени за Ан-Рене дьо Ла Порт, графиня дьо Крозон. Има четири деца – двама сина и две дъщери. Синовете му също са капитани на кораби. Първият – Франсоа – е убит в битката при Малага през 1704 г., а вторият – Еманюел – наследява от баща си титлата маркиз.

## Военна кариера

### През Холандската война
Първата му битка е при Дюните през 1658 г. От 1661 г. минава във флота, а от 1672 г. командва свой кораб. Само че това не е кораб от военноморските сили на кралството, а корсарски кораб в Средиземноморието. Известно време Шаторено пребивава в известната пиратска база Сале в Мароко. По време на Холандската война (1672 – 1678) в дейността му се смесват нападения в полза на Франция (тоест на холандски кораби) и за негова сметка. Това е и времето на най-големите му успехи.
През 1675 г. с два кораба (общо 80 оръдия) той пресреща на изхода на Ла Манш холандски конвой. Въпреки неравните сили (холандците имат осем линейни кораба за охрана), той ги атакува при нос Лизард, гони ги два дни и пленява два от корабите им. Две години по-късно, край остров Уесант (на запад от Брест), води ново победно сражение. С три линейни и 5 – 6 по-малки кораба напада друг конвой от 50 холандски съда. Пленява два и потопява четири кораба на противника. По подобен начин нанася значителни щети на холандците и на 17 март 1678 г. край Испания.
Неймегенският мирен договор му дава почивка, която той използва да продължи борбата срещу варварите в по алжирското крайбрежие. Участва в бомбардировките над град Алжир, наредени от Луи XIV през 1680 и 1681 г.

### През Деветгодишната война
В Деветгодишната война (1688 – 1697) служи под командата на великия адмирал Турвил и самостоятелните му корсарски акции са рядкост.
През 1688 г. едно негово нападение над испански кораб кара Испания да се присъедини към Аугсбургската лига. На следващата година става генерал-лейтенант и ескортира корабите, които трябва да извършат десант в Ирландия, за да свалят Джеймс II и френски войници. Налага се да води сражение с англичаните (битката в залива Бантри), която спечелва.
През 1690 г. участва в битката при Бийчи Хед като капитан на кораба Дофин Роаял. През следващите години службата му при Турвил продължава в трагичната катастрофа при Ла Уг, както и в победата при Лагуш.

### През Войната за испанското наследство
Този път Франция и Испания са съюзници и Шаторено приема служба при Фелипе V – френският принц, който става испански крал. По тази причина плава до Америка, за да подсигури доставките на злато и сребро. Тази акция е моментът, когато командва най-много кораби – 37, от които 27 линейни. Успешно довежда галеоните с богатствата до Европа и иска да ги скрие от англичаните във френско пристанище, но испанците отказват. Тогава той ги отвежда до Виго, където ескадрата на Джордж Рук ги напада. В битката при Виго англичаните унищожават не само испанските, но и френските кораби, като отмъкват част от златото и среброто. Това е най-тежката загуба на Шаторено в цялата му кариера.
Въпреки това на 14 януари 1703 г. кралят го издига в чин маршал. Последното му участие в битка е през 1704 г. при Малага, където загива първородният му син. Вероятно това повлиява на 67-годишния ветеран да се откаже от пътя на войника. Луи го отрупва с почести и звания и му позволява да се оттегли в имението си.

## Памет
На него са наречени улица в град Рен и френски крайцер (на служба от 1899 до 1917 г.).